# Пихта (Костромская область)
Пихта — упразднённый посёлок в составе Мантуровского района Костромской области. Располагается близ реки Кондоба.

## История
Упоминается на карте Кологривского уезда Костромской губернии 1822 года. В это время населённый пункт входил в состав Турлиевской волости. В 1928 году населённый пункт оказался в составе Мантуровского района Костромской губернии, а в 1929 году был передан вместе с районом в состав Нижегородского края (позже — Горьковская область). С 1944 года в составе Костромской области.

## Население
| 1897 | 1907 | 1989 |
| ---- | ---- | ---- |
| 58   | 78   | 20   |

На 1989 год население деревни составляло 20 человек. В настоящий момент деревни Пихта не существует.